# La reine se tient à ta droite

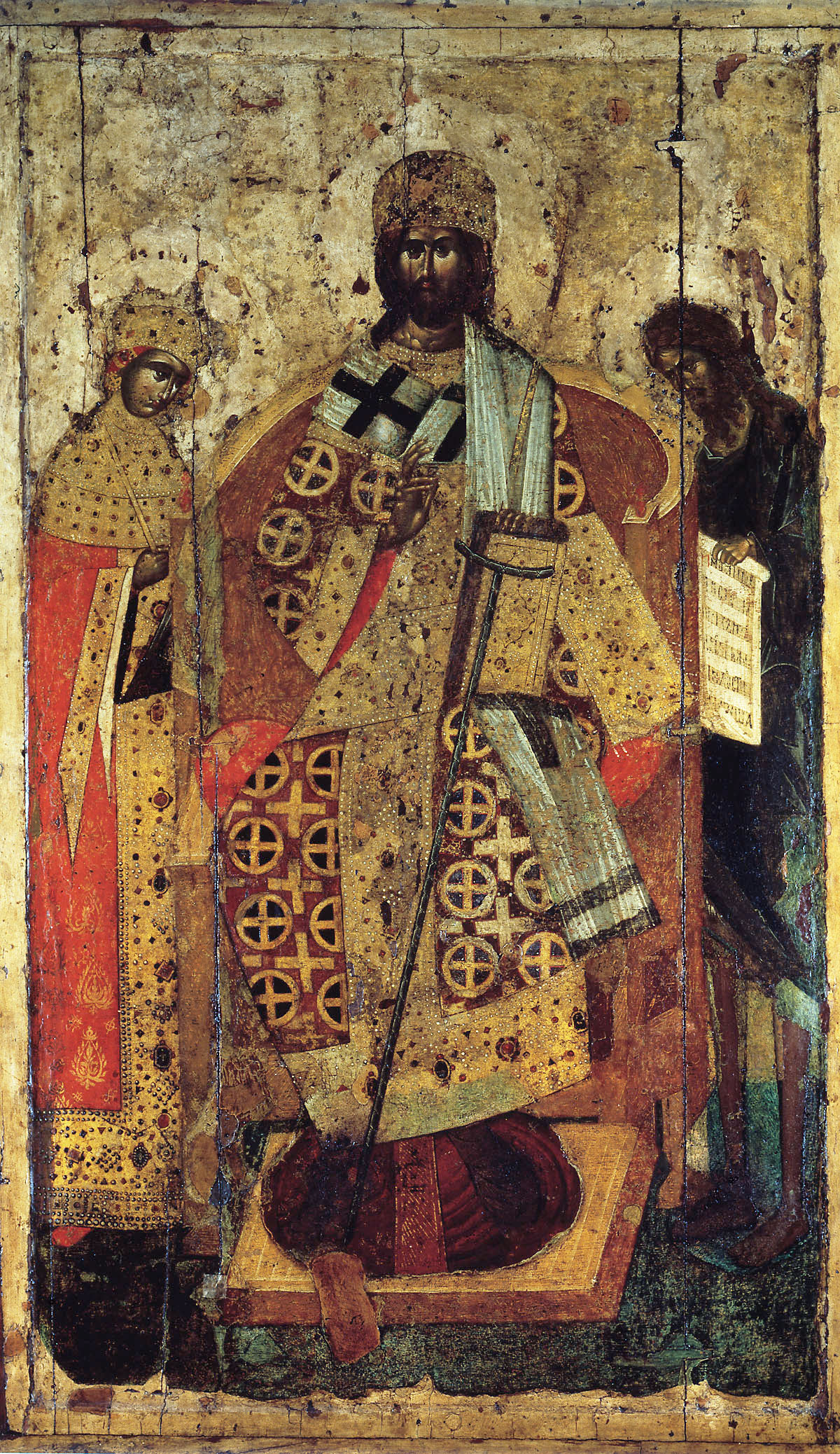
La reine se tient à ta droite (XIVe siècle), Cathédrale de la Dormition de Moscou

La reine se tient à ta droite (en langue russe : « Предста Царица одесную Тебе » appelée aussi la Déisis royale) est une icône de type déisis. Elle représente Jésus-Christ siégeant sur son trône en y joignant des détails de type du « Tsar des Tsars » ou du « Grand Prêtre » avec, à ses côtés, Marie habillée comme une reine et Jean le Baptiste.
Cette icône illustre le texte de la seconde partie du 10e verset du Psaume 45 (44) : « La reine se tient à ta droite, parée d'or d'Ophir… » dont l'exégèse donne comme explication : Le Tsar, le Roi c'est Jésus-Christ — la Tsarine, la reine c'est Marie et l'Église. Cette iconographie est apparue dans l'art byzantin au XIVe et XVe siècles. Le plus ancien exemple en est la peinture de l'église de la Dormition du Monastère de Treskavets en Macédoine, réalisée entre 1334 et 1343). Elle devint bientôt réputée en Russie. Parmi les premières représentations de ce motif « La reine se tient à ta droite », il existe la fresque de Zaume, près d'Ohrid en 1361 et celle du Monastère de Marko datant de 1370. Sur ces icônes la figure de Jean le Baptiste est absente. Elle est remplacée par celle du Roi David ou d'un autre prophète de l'Ancien Testament.
Dans ces icônes de type « la reine se tient à ta droite », Jésus est représenté assis sur le trône, habillé d'une dalmatique royale et parfois de l'omophorion. Sur la tête, une couronne (kamilavkion) avec des pendentifs et, dans les mains, les Évangiles, parfois une crosse. Une inscription peut accompagner l'image du Christ : « Tsar des Tsars », « Juge intègre », « Juge redoutable ». La Vierge est représentée à la dextre de Jésus dans une pose de prière. Elle porte des vêtements royaux et une couronne. Dans sa main sans doute un rouleau de prière adressé à Jésus. À la gauche (senestre) de Jésus se tient Jean le Baptiste dans ses vêtements traditionnels, tenant également un rouleau de prière en main.
Parmi les fresques détruites, mais dont subsistent des photos de l'Église de la Transfiguration (le Sauveur-sur-Kovalev), à Novgorod, il existait une représentation de même type avec la Théotokos et le Christ seulement, mais sans Jean le Baptiste.